# Super Bowl XXXVI
Super Bowl XXXVI was de 36e editie van de Super Bowl, een Americanfootballwedstrijd tussen de kampioenen van de National Football Conference en de American Football Conference waarin bepaald werd wie de kampioen werd van de National Football League voor het seizoen van 2001. De wedstrijd werd gespeeld op 3 februari 2002 in de Louisiana Superdome in New Orleans. De New England Patriots wonnen de wedstrijd met 20–17 van de St. Louis Rams.

## Play-offs
Play-offs gespeeld na het reguliere seizoen.
| Geplaatste teams | Geplaatste teams                       | Geplaatste teams                   |
| Plaats           | AFC                                    | NFC                                |
| ---------------- | -------------------------------------- | ---------------------------------- |
| 1                | Pittsburgh Steelers (Centraal-winnaar) | St. Louis Rams (West-winnaar)      |
| 2                | New England Patriots (Oost-winnaar)    | Chicago Bears (Centraal-winnaar)   |
| 3                | Oakland Raiders (West-winnaar)         | Philadelphia Eagles (Oost-winnaar) |
| 4                | Miami Dolphins                         | Green Bay Packers                  |
| 5                | Baltimore Ravens                       | San Francisco 49ers                |
| 6                | New York Jets                          | Tampa Bay Buccaneers               |

|  | Wildcard Play-offs                   | Wildcard Play-offs                   |                            |                            | Divisional Play-offs | Divisional Play-offs |                             |                             | NFC & AFC Championships | NFC & AFC Championships |  |  | Super Bowl XXXVI | Super Bowl XXXVI |
|  |                                      |                                      |                            |                            |                      |                      |                             |                             |                         |                         |  |  |                  |                  |
|  | Pro Player Stadium, 13 jan.          | Pro Player Stadium, 13 jan.          |                            |                            | Heinz Field, 20 jan. | Heinz Field, 20 jan. |                             |                             |                         |                         |  |  |                  |                  |
|  | Pro Player Stadium, 13 jan.          | Pro Player Stadium, 13 jan.          | Heinz Field, 27 jan.       |                            | Heinz Field, 20 jan. | Heinz Field, 20 jan. |                             |                             |                         |                         |  |  |                  |                  |
|  | Pro Player Stadium, 13 jan.          | Pro Player Stadium, 13 jan.          | Pittsburgh Steelers        | 27                         |                      |                      |                             |                             |                         |                         |  |  |                  |                  |
|  | Miami Dolphins                       | 3                                    | Pittsburgh Steelers        | 27                         |                      |                      |                             |                             |                         |                         |  |  |                  |                  |
|  | Miami Dolphins                       | 3                                    |                            | Baltimore Ravens           | 10                   |                      |                             |                             |                         |                         |  |  |                  |                  |
|  | Baltimore Ravens                     | 20                                   |                            | Baltimore Ravens           | 10                   | Pittsburgh Steelers  | 17                          |                             |                         |                         |  |  |                  |                  |
|  | Baltimore Ravens                     | 20                                   | Foxboro Stadium, 19 jan.   |                            |                      | Pittsburgh Steelers  | 17                          |                             |                         |                         |  |  |                  |                  |
|  | Network Associates Coliseum, 12 jan. | Network Associates Coliseum, 12 jan. |                            | New England Patriots       | 24                   |                      | Louisiana Superdome, 3 feb. | Louisiana Superdome, 3 feb. |                         |                         |  |  |                  |                  |
|  | Network Associates Coliseum, 12 jan. | Network Associates Coliseum, 12 jan. | New England Patriots       | New England Patriots       | 24                   | 16*                  | Louisiana Superdome, 3 feb. | Louisiana Superdome, 3 feb. |                         |                         |  |  |                  |                  |
|  | Oakland Raiders                      | 38                                   | New England Patriots       |                            |                      | 16*                  | Louisiana Superdome, 3 feb. | Louisiana Superdome, 3 feb. |                         |                         |  |  |                  |                  |
|  | Oakland Raiders                      | 38                                   |                            | Oakland Raiders            | 13                   |                      | Louisiana Superdome, 3 feb. | Louisiana Superdome, 3 feb. |                         |                         |  |  |                  |                  |
|  | New York Jets                        | 24                                   |                            | Oakland Raiders            | 13                   | New England Patriots | 20                          |                             |                         |                         |  |  |                  |                  |
|  | New York Jets                        | 24                                   | Edward Jones Dome, 20 jan. |                            |                      | New England Patriots | 20                          |                             |                         |                         |  |  |                  |                  |
|  | Lambeau Field, 13 jan.               | Lambeau Field, 13 jan.               | Edward Jones Dome, 27 jan. | Edward Jones Dome, 27 jan. |                      | St. Louis Rams       | 17                          |                             |                         |                         |  |  |                  |                  |
|  | Lambeau Field, 13 jan.               | Lambeau Field, 13 jan.               | Edward Jones Dome, 27 jan. | Edward Jones Dome, 27 jan. | St. Louis Rams       | St. Louis Rams       | 17                          | 45                          |                         |                         |  |  |                  |                  |
|  | Green Bay Packers                    | 25                                   | Edward Jones Dome, 27 jan. | Edward Jones Dome, 27 jan. | St. Louis Rams       |                      |                             | 45                          |                         |                         |  |  |                  |                  |
|  | Green Bay Packers                    | 25                                   | Edward Jones Dome, 27 jan. | Edward Jones Dome, 27 jan. |                      | Green Bay Packers    | 17                          |                             |                         |                         |  |  |                  |                  |
|  | San Francisco 49ers                  | 15                                   |                            | St. Louis Rams             | 29                   | Green Bay Packers    | 17                          |                             |                         |                         |  |  |                  |                  |
|  | San Francisco 49ers                  | 15                                   | Soldier Field, 19 jan.     | St. Louis Rams             | 29                   |                      |                             |                             |                         |                         |  |  |                  |                  |
|  | Veterans Stadium, 12 jan.            | Veterans Stadium, 12 jan.            |                            | Philadelphia Eagles        | 24                   |                      |                             |                             |                         |                         |  |  |                  |                  |
|  | Veterans Stadium, 12 jan.            | Veterans Stadium, 12 jan.            | Chicago Bears              | Philadelphia Eagles        | 24                   | 19                   |                             |                             |                         |                         |  |  |                  |                  |
|  | Philadelphia Eagles                  | 31                                   | Chicago Bears              |                            |                      | 19                   |                             |                             |                         |                         |  |  |                  |                  |
|  | Philadelphia Eagles                  | 31                                   |                            | Philadelphia Eagles        | 33                   |                      |                             |                             |                         |                         |  |  |                  |                  |
|  | Tampa Bay Buccaneers                 | 9                                    |                            | Philadelphia Eagles        | 33                   |                      |                             |                             |                         |                         |  |  |                  |                  |
|  | Tampa Bay Buccaneers                 | 9                                    |                            |                            |                      |                      |                             |                             |                         |                         |  |  |                  |                  |

* Na verlenging.